# Lord-lieutenant de Ross and Cromarty
Le Lord Lieutenant de Ross and Cromarty, est le représentent personnel du monarque Britannique dans une area qui a été définie depuis 1975 comme constituant le gouvernement local du districts de Ross and Cromarty et Skye and Lochalsh en Écosse, Et cette définition a été renouvelée par la Lord-Lieutenants (Scotland) Order 1996. Auparavant, la zone de Ross and Cromarty, qui a été supprimée en tant que gouvernement local par la Local Government (Scotland) Act 1973. Les districts ont été créés, en vertu de l'acte de 1973, comme districts de la région des Highland Et ont été supprimés en tant que régions du gouvernement Local Government etc. (Scotland) Act 1994, Qui a transformé la région des Highlands en un council area.
Avant 1891, il existait un Lord Lieutenant de Ross et le Lord Lieutenant de Cromarty, mais ceux-ci ont été fusionnés par la Loi sur Local Government (Scotland) Act 1889.

## Liste des Lord-Lieutenants de Ross and Cromarty
- Mackenzie a été Lord Lieutenant du Ross-shire
- Sir Kenneth Mackenzie, 6e baronnet 15 mai 1891 – 1899
- Sir Hector Munro, 11e baronnet 7 juillet 1899 – 15 décembre 1935
- Sir Hector Mackenzie, 8e baronnet 24 avril 1936 – 1955
- Sir Richard O'Connor 3 novembre 1955 – 1964
- Sir John Stirling 29 août 1964 – 1968
- Alexander Francis Matheson 9 octobre 1968 – 20 août 1976
- Sir John Hayes 1er février 1977 – 1988
- Sir Roderick Stirling 29 juin 1988 – 2007
- Janet Bowen 2 juin 2007 – présent[2]